# Нижнеувельская (станция)
Нижнеувельская — железнодорожная станция Южно-Уральской железной дороги, расположена в поселке Увельский Челябинской области. Промежуточная станция 3-го класса на 70-м километре участка Еманжелинск — Золотая Сопка.  К станции примыкают 2-путные электрифицированные постоянным током 3 кВ перегоны со станций Формачёво и Упрун.

## История
В 1912 году при завершении строительства железнодорожной линии Полетаево – Троицк (Троицкая железная дорога) была открыта станция Кичигинская, которая в дальнейшем (не позднее 1918 года) получила наименование Нижнеувельская. 

### Принадлежность станции
- до 1924 года Троицкая железная дорога
- до 1930 года Самаро-Златоустовская железная дорога
- до 15.04.1934 Пермская железная дорога
- до 1946 года Южно-Уральская железная дорога
- до 30.03.1960 Троицкое отделение Южно-Уральской железной дороги
- до 2001 года Карталинское отделение Южно-Уральской железной дороги
- до 03.2005   Карталинский регион Челябинского отделения Южно-Уральской железной дороги
- до 2009 года  Карталинское отделение Южно-Уральской железной дороги
- до 01.01.2011 Челябинское отделение Южно-Уральской железной дороги
- с 01.01.2011 Челябинский регион Южно-Уральской железной дороги

## Описание
Станция поперечного типа, имеет 7 электрифицированных путей. Между 1 и 2 путями расположена низкая пассажирская платформа длиной 300 метров, сбоку от 3 пути находится ещё одна низкая пассажирская платформа длиной 200 метров, а также одноэтажное пассажирское здание и 2-этажный пост ЭЦ. Над железнодорожными путями сооружён пешеходный мост с выходом на островную платформу.
От станции отходят подъездные пути, ведущие к разным предприятиям поселка: обжиговый завод, комбинат хлебопродуктов и элеватор, ЗАО «Челябинское рудоуправление»,  ОАО «Челябвтормет» и Увельский ДРСУ.
Станция оборудована электрической централизацией. По 1 и 2 главным путям установлена допускаемая скорость движения – 100 км/час для пассажирских поездов и 80 км/час для грузовых, по боковым приемо-отправочным путям и боковому направлению стрелочных переводов – 40 км/час

## Пассажирское движение

### Пригородного сообщения
Через станцию следуют электропоезда по маршруту Челябинск-Главный — Карталы-1. В день проходит 2 пары поездов.

### Дальнего следования
По состоянию на февраль2021 года через станцию курсируют следующие поезда дальнего следования:
| № поезда | Маршрут движения         | № поезда | Маршрут движения         |
| -------- | ------------------------ | -------- | ------------------------ |
| 121      | Екатеринбург — Оренбург  | 122      | Оренбург — Екатеринбург  |
| 341      | Нижневартовск — Оренбург | 342      | Оренбург — Нижневартовск |
| 379      | Новый Уренгой — Оренбург | 380      | Оренбург — Новый Уренгой |